# گروه ال‌اس
گروه ال‌اس (به انگلیسی: LS Group) شرکت خوشه‌ای کره‌ای است، که شرکت‌های تابعه و زیرمجموعه آن در حوزه‌های تولید کابل‌های برق و کابل‌های مخابراتی، تجهیزات الکتریکی و خودکارسازی، ذوب و پالایش مس، مدیریت سرمایه‌گذاری، توزیع ال‌ان‌جی و ال‌پی‌جی فعالیت می‌کنند.
ریشه‌های تأسیس گروه ال‌اس به سال ۱۹۳۶ و راه‌اندازی نخستین شرکت زیرمجموعه این گروه به‌نام جانگهانگ اسملتر بازمی‌گردد. گروه ال‌اس در سال ۲۰۰۳ در پی جدایی از گروه ال‌جی، توسط خانواده کو (از بنیانگذاران شرکت ال‌جی) تشکیل شد. در حال حاضر گروه ال‌اس دارای بیش از ۱۰۰ شرکت تابعه می‌باشد، که در ۲۵ کشور جهان فعالیت می‌کنند.
دفتر مرکزی این شرکت در شهر آنیانگ، گیونگگی، کره جنوبی قرار دارد و بخشی از سهام آن در بازار بورس کره معامله می‌شود.